# Effetti di trascinamento della luce
Nella fisica del XIX secolo, c'erano diverse situazioni in cui si potrebbe dire che il movimento della materia trascina la luce . Questa ipotesi di trascinamento dell'etere fu un tentativo della fisica classica di spiegare l'aberrazione stellare e l'esperimento Fizeau, ma fu scartata quando Einstein introdusse la sua teoria della relatività. Nonostante ciò, l'espressione del trascinamento della luce è rimasta in qualche modo in uso, come discusso in questa pagina. 
Nella relatività ristretta Einstein presuppone che effetti di trascinamento sulla luce non si verificano, e che la velocità della luce è indipendente dalla velocità di movimento del corpo che la emette . Tuttavia, la teoria della relatività speciale non si occupa degli effetti del particolato o degli effetti gravitazionali, né fornisce una descrizione relativistica completa dell'accelerazione. Quando vengono fatte ipotesi più realistiche (che gli oggetti reali sono composti da particolato e hanno proprietà gravitazionali), secondo il modello più sofisticato della relatività generale, le descrizioni che ne conseguono includono effetti di trascinamento della luce. 
La teoria della relatività speciale di Einstein fornisce la soluzione all'esperimento di Fizeau, che dimostra l'effetto chiamato trascinamento di Fresnel per cui la velocità della luce viene modificata viaggiando attraverso un mezzo mobile. Einstein ha mostrato come viene calcolata la velocità della luce in un mezzo mobile, nella formula di addizione della velocità di relatività speciale. 
La teoria della relatività generale di Einstein fornisce la soluzione agli altri effetti di trascinamento della luce, per cui la velocità della luce viene modificata dal movimento o dalla rotazione delle masse vicine. Tutti questi effetti hanno una proprietà in comune: sono tutti effetti dipendenti dalla velocità, indipendentemente dal fatto che quella velocità sia un movimento in linea retta (che causa il trascinamento del sistema di riferimento) o un movimento di rotazione (che provoca il trascinamento della rotazione). 

## Effetti dipendenti dalla velocità
La relatività speciale prevede che la velocità della luce venga modificata viaggiando attraverso un mezzo in movimento . 
- Per un corpo formato da particelle in movimento, è noto che la luce che si muove attraverso la struttura del corpo si muove più velocemente nella direzione del movimento del corpo rispetto alla direzione opposta (esperimento di Fizeau). Questo effetto era originariamente previsto dalle teorie dell'etere trascinato ( vedi: ad es. Fresnel ). Anche la luce puntata trasversalmente attraverso un corpo trasparente in movimento viene tradotta nella direzione del movimento del corpo (RV Jones, J.Phys A 4 L1-L3 (1971)).

La relatività generale prevede che l'accelerazione di un corpo in linea retta provocherà il trascinamento della luce, un effetto noto come trascinamento della trama (o gravitoelettromagnetismo ). 
- Per una sorgente di gravità in moto il campo gravitazionale può essere considerato come un'estensione dell'oggetto e porta inerzia e quantità di moto - poiché una collisione diretta con l'oggetto in movimento può impartire quantità di moto a una particella esterna, l'interazione con il campo gravitazionale dell'oggetto dovrebbe consentire " scambio di quantità di moto ". Di conseguenza, un campo gravitazionale in movimento trascina luce e materia. Questo effetto generale viene utilizzato dalla NASA per accelerare le sonde spaziali, utilizzando l'effetto fionda gravitazionale.

## Effetti di trascinamento della rotazione
Sotto la relatività generale, la rotazione di un corpo gli conferisce un'ulteriore attrazione gravitazionale grazie alla sua energia cinetica; e la luce è trascinata (parzialmente) dalla rotazione ( effetto Lense-Thirring ). 
- Nel caso della rotazione, nella relatività generale osserviamo un effetto di trascinamento dipendente dalla velocità, poiché, per un corpo rotante, la tendenza dell'oggetto a trascinare le cose con esso può essere spiegata dal fatto che la parte sfuggente dell'oggetto sta tirando più forte della parte che si avvicina.

## Riferimenti
- RW Ditchburn, Light, (3rd ed.), Vol.2 (Academic Press, London, 1976) - luce e movimento del particolato
- Kip Thorne, Buchi neri e guerre temporali: l'eredità oltraggiosa di Einstein (Norton, New York, 1995) - trascina la cornice intorno ai buchi neri

## Ulteriori letture
Pandey, Apoorv (2019) "Un'interpretazione alternativa dell'effetto Unruh". IJSER Volume 10, ISSN 2229-5518. https://www.ijser.org/onlineResearchPaperViewer.aspx? Un-Alternative-Interpretazione-per-Unruh-Effect.pdf